# Anochetus dubius
Anochetus dubius är en myrart som beskrevs av De Andrade 1994. Anochetus dubius ingår i släktet Anochetus och familjen myror. Inga underarter finns listade i Catalogue of Life.